# 30호 삼렬총

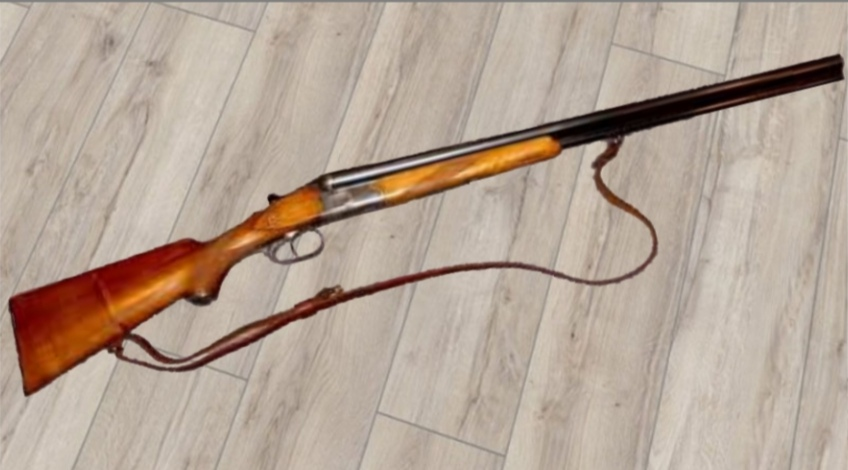

30호 삼렬총(독일어: Drilling M30)은 제2차 세계 대전 당시 독일 공군(루프트바페) 파일럿들에게 주어진 무기이다. 비행기가 격추되었을 때 추락한 파일럿이 구조될 때까지 자위 및 사냥용으로 사용해 생존하도록 하는 것이 의도였다. 산탄총 총열 두 개와 소총 총열 한 개로 이루어져 있었으며, 제조사는 JP 자우어였다.